# 1657 год в России
Царствование: 1645—1676 — Алексея Михайловича

## События
- 1656—1658 — Русско-шведская война:
  - Весна — шведы усилив свои войска перешли в наступлении в Карелии и Ливонии[1].
  - Лето — шведы отбросили русских с рубежа Невы и потеснили в Ингерманландии, но большего добиться не смогли. Война приняла затяжной характер[1].
  - 17 (27) марта — бой при Псково-Печерском монастыре[2].
  - 9 (19) июня — битва под Валком[1].
  - Август — осада Дерпта (см. 1656 год)[3].
  - 16 сентября — битва под Гдовом[4].

- Начало года — запорожцами взят г. Старый Быхов, блокированный в 1655 году[5].
- Март — Богдан Хмельницкий, принявший в 1656 году решение о принятии казаками турецкого подданства, направляет в Османскую империю посла Л. Капусту с выражением "покорности и верности" турецкому султану[6].
- П.Д. Дорошенко по поручению Б.М. Хмельницкого ездил на переговоры к шведскому королю Карлу X Густаву[7].
- Апрель — накануне своей смерти, Богдан Хмельницкий заручился согласием полковников Запорожского войска на передачу гетманской власти сыну — Юрию Хмельницкому[6].
- Лето — крымский хан Мехмед IV Гирей, по приказу крымского султана, выступил в поход за Днепр для поддержки польского войска действовавших против союзника Хмельницкого трансильванского князя Дьёрдя II Ракоци[8].
- 21 (31) июля — Мехмед IV, под Теребовлем разгромил трансильванского князя Дьёрдя II, однако не смог развить успех и в условиях угрозы нападения на Крым отошёл к Перекопу[8].
- Июль — сентябрь — Юрий Богданович Хмельницкий, после смерти отца Богдана Хмельницкого и до выборов нового гетмана Войска запорожского исполнял гетманские обязанности[9].
- 15 августа — смерть украинского гетмана Богдана Хмельницкого. Его место занимает Иван Выговский, противник воссоединения Украины с Россией[10].
  - 26 августа (5 сентября) — на Генеральной Раде в Чигирине принято решение, что Юрий Хмельницкий станет гетманом по достижении "совершенных лет"[9].
  - Новый гетман Запорожского войска И.Е. Выговский, направляет царю Алексею Михайловичу письмо, что он "изменник и добра от него не будет"[11].
- Изменены Мартовские статьи 1654 года: в отдельные статьи выделены жалованные грамоты от 27 марта (6 апреля) 1654 года, также ограничено право гетманов на дипломатические контакты с другими государствами[12].
- 17 [27] сентября — рождение царевны Софьи (1657—1704), шестого ребёнка и четвёртой дочери царя[13].
- Созыв архимандритом[14] Соловецкого монастыря так называемого «народного, или чёрного» собора монахов и священников (совета соборных старцев) в ответ на присланные из Москвы новые служебные книги. Собор постановляет оставаться верными старым книгам и адресует царю дерзкое письмо. Соловки становятся центром сопротивления реформе Никона.[15]
- Патриарх Никон направляет во все епархии грамоты с требованием более строгого назначения новых священников[15].
- Патриарх Никон переводит в Иверский Валдайский монастырь Иоакима (будущего патриарха Московского)[16].
- Экспедиция Семёна Дежнёва[17].
- В Москве открыта школа церковного пения иеродиакона Мелентия Грека[18].
- Открыты школы при Иверском на Валдае и Воскресенском монастырях[18].
- Учреждены Вятская и Великопермская епархии[18].
- 1657—1680 — Хитрово Богдан Матвеевич пожалован почётным титулом наместника Ржевского[19].
- Пожалованы окольничеством: Еропкин Василий Михайлович, Стрешнев Родион Матвеевич[20].
- Пожалованы боярством: Одоевский Фёдор Никитич (ум. 1658), Ромодановский Иван Иванович (ум. 1671), Шереметев Пётр Васильевич (ум. 1690)[20].
- Местничество: Велико-Гагин Данила Степанович и Пронский Иван Петрович[21].

## Города и поселения
- Основан Успенский собор в Харькове.
- По царскому указу, рядом с Вязниковской слободой (сов. г. Вязники), на Мининой горе, была построена крепость Ярополч с дубовыми стенами и с каменными башнями по углам[22].
- Стены Вологодского кремля укреплялись и достраивались (см. 1631 год)[23].

## Руководители приказов
| Года      | Приказ             | Ф,И,О главы                 | Примечания            |
| --------- | ------------------ | --------------------------- | --------------------- |
| 1652—1664 | Новая четверть     | Хитрово Богдан Матвеевич    |                       |
| 1654—1680 | Оружейная палата   | Хитрово Богдан Матвеевич    |                       |
| 1656-1664 | Большого дворца    | Ртищев Фёдор Михайлович     |                       |
| 1648-1665 | Стрелецкий приказ  | Милославский Илья Данилович | Боярин                |
| 1648-1666 | Большой казны      | Милославский Илья Данилович | Боярин                |
| 1649-1666 | Иноземский приказ  | Милославский Илья Данилович | Боярин                |
| 1649-1667 | Аптекарский приказ | Милославский Илья Данилович | Боярин                |
| 1650-1658 | Рейтарский приказ  | Милославский Илья Данилович | Боярин                |
| 1656-1666 | Счётный приказ     | Милославский Илья Данилович | Боярин                |
| 1653-1667 | Посольский приказ  | Иванов Алмаз Иванович       |                       |
| 1654-1669 | Печатный приказ    | Иванов Алмаз Иванович       |                       |
| 1656-1661 | Пушкарский приказ  | Долгоруков Юрий Алексеевич  | Первый раз: 1650-1654 |
| 1630-1661 | Разрядный приказ   | Гавренёв Иван Афанасьевич   | Окольничий            |
| 1656-1664 | Тайных дел         | Башмаков Дементий Минич     |                       |

## Воеводы[30]
| Года      | Город        | Ф,И,О воеводы                     | Примечания      |
| --------- | ------------ | --------------------------------- | --------------- |
| 1565-1661 | Албазин      | Пашковы: Афанасий и Еремей        |                 |
| 20 июня   | Алешня       | Шамордин Полуехт                  | Приказной       |
| 1655-1658 | Астрахань    | Ромодановский Василий Григорьевич | Боярин          |
| 1656-1657 | Болхов       | Ржевский Иван Андреевич           |                 |
| 1657      | Болхов       | Шереметев Василий Борисович       | Боярин          |
| 1657      | Борисоглебск | Совин Иван                        |                 |
| 1655-1657 | Белый        | Беклемишев Одинец Михайлович      | Смоленская губ. |
| 1657      | Белгород     | Львов Семён Петрович              | Окольничий      |

## Родились
- Долгоруков, Григорий Фёдорович (7 октября 1657 — 15 августа 1723) — князь, дипломат, сенатор, действительный тайный советник.
- Царевна Софья Алексеевна (17 [27] сентября 1657 — 3 [14] июля 1704) — дочь царя Алексея Михайловича; регент при младших братьях Петре и Иване (1682—1689).
- Чеполосов, Иван Никифорович (8 [18] января 1657 — 25 июня [5 июля] 1663) — угличский мученик Иоанн-младенец, святой Русской православной церкви.

## Умерли
- Всеволожская, Евфимия Фёдоровна (1629/1630 — 1657) — царская невеста, выбранная Алексеем Михайловичем, но в результате интриг сосланная и уступившая место Марии Милославской.
- Стрешнев, Максим Фёдорович (ум. 1657) — государственный деятель, воевода.
- Урусов, Семён Андреевич (ок. 1610—1657) — военный и государственный деятель, основатель рода.
- Хилков, Фёдор Андреевич (ум. 1657, Москва) — стольник, боярин и воевода.
- Шереметев, Матвей Васильевич (1629 — 10 июня 1657) — стольник и воевода; «полчанин» (товарищ по охоте) царя Алексея Михайловича.
- Янов, Василий Фёдорович (ок. 1580 — 5 апреля 1657) — стряпчий, воевода, патриарший боярин и думный дворянин.
- 27 июля (6 августа) — Хмельницкий Богдан Михайлович, глава запорожского и малороссийского казачества, гетман[6].